# Bison Project
Vous êtes invité à donner votre avis sur cette page de discussion, de manière argumentée en vous aidant notamment des critères d’admissibilité ou en présentant des sources extérieures et sérieuses.  
Après avoir apposé le modèle {{Admissibilité}} sur une page, suivez les étapes expliquées sur Wikipédia:Débat d'admissibilité/Aide :
| 1. | Créez la page de débat d'admissibilité.                                                                      | Sauvegardez d’abord la page pour l’initialiser puis indiquez votre motivation.       |
| 2. | Important : ajoutez une entrée dans la section Débat d'admissibilité du jour.                                | Utilisez ce texte : *{{L\|Bison Project}}                                            |
| 3. | Pensez à informer les contributeurs principaux de la page et les projets associés lorsque cela est possible. | Utilisez ce texte : {{subst:Avertissement débat d'admissibilité\|Bison Project}}~~~~ |

Project Bison est un projet pilote de géoingénierie destiné à capter le dioxyde de carbone dans l'atmosphère, situé dans l'État américain du Wyoming. Cet État jouit d'une intéressante dotation en énergies renouvelables, indispensables pour faire fonctionner les unités de captage, et d'un environnement propice au stockage géologique du carbone après compression en un liquide qui pourra être injecté dans des puits qui s'enfonceront à des centaines de mètres sous terre.
En début septembre 2024, le projet au Wyoming est officiellement suspendu. L'entreprise annonce rechercher des opportunités pour le redéployer dans un autre État américain.

## Chronologie du projet
Annoncé le 8 septembre 2022, il s'agit de la plus grande initiative de capture du dioxyde de carbone dans l'air jamais annoncée. Ce projet est rendu possible par un partenariat entre le développeur du système DAC CarbonCapture Inc. et l'opérateur de séquestration du dioxyde de carbone Frontier Carbon Solutions. Le projet devrait démarrer fin 2023. La première année, il est prévu qu'il retire 10 000 tonnes de CO2 de l'atmosphère, puis cinq millions de tonnes par an d'ici 2030,.
En juin 2024, l'entreprise annonce la signature d'un contrat de location l'usine de fabrication des modules. D'une capacité de 4 000 unités par an, capables d'éliminer 2 millions de tonnes de CO2, l'usine de 83 000 pieds carrés serait située à Mesa, en Arizona.
En septembre 2024, CarboneCapture annonce abandonner son projet dans le Wyoming, en raison de la concurrence d'autres projets relatifs à l'énergie renouvelable, notamment ceux associées aux centres de données.

## Fonctionnement
À l'intérieur de chacun des modules de 40 pieds se trouvent environ 16 réacteurs avec des cartouches absorbantes qui agissent essentiellement comme des filtres qui attirent le CO2. Les filtres capturent environ 75 % du CO2 de l'air qui passe au-dessus d'eux en 30 à 40 minutes environ. Une fois les filtres saturés, le réacteur se déconnecte afin que les filtres puissent être chauffés pour séparer le CO2. Ensemble, ils génèrent des flux concentrés de CO2 qui peuvent ensuite être comprimés et envoyés directement dans des puits souterrains pour y être stockés.